# Parco di Nara

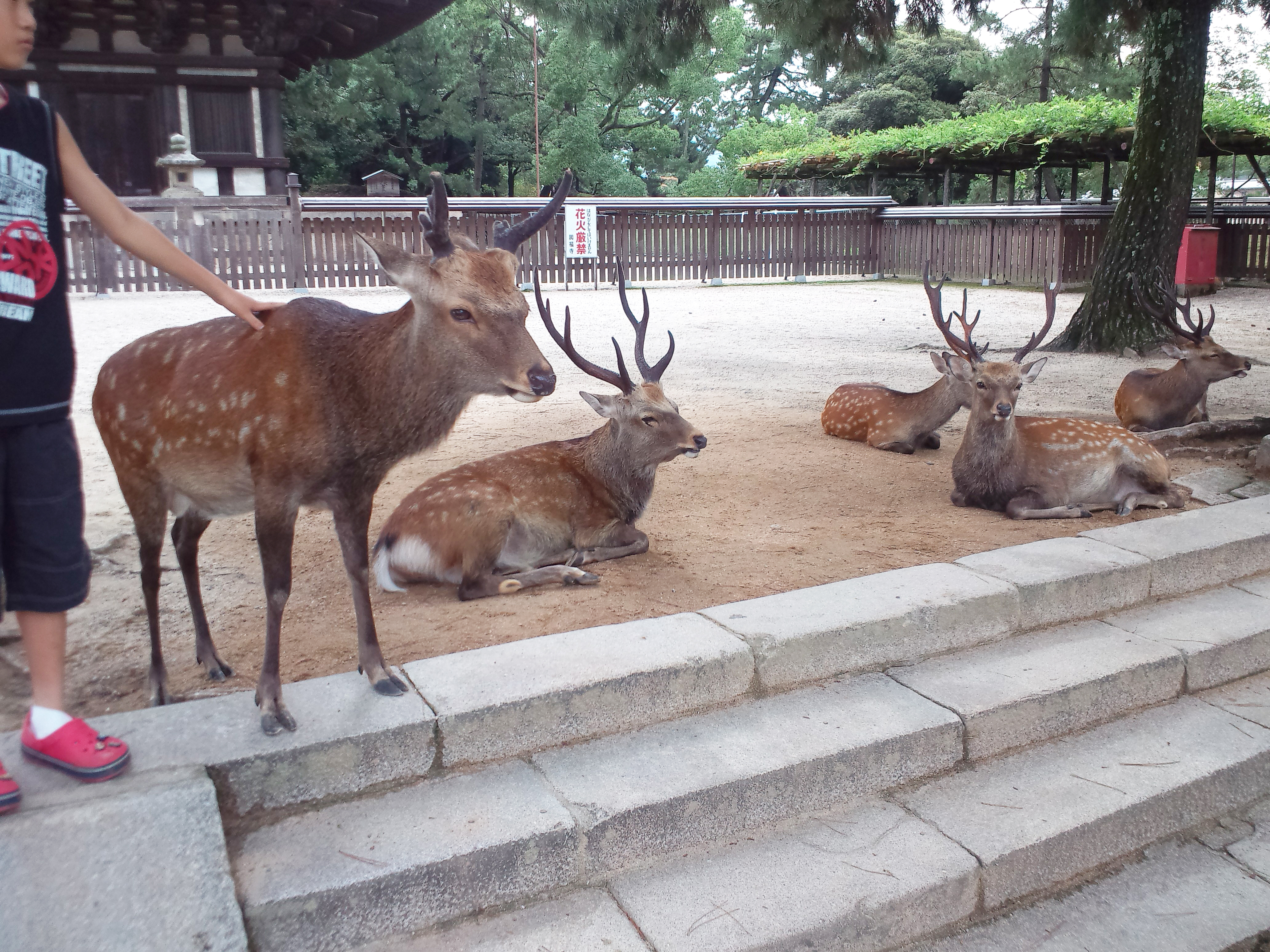
I sika nel parco di Nara.

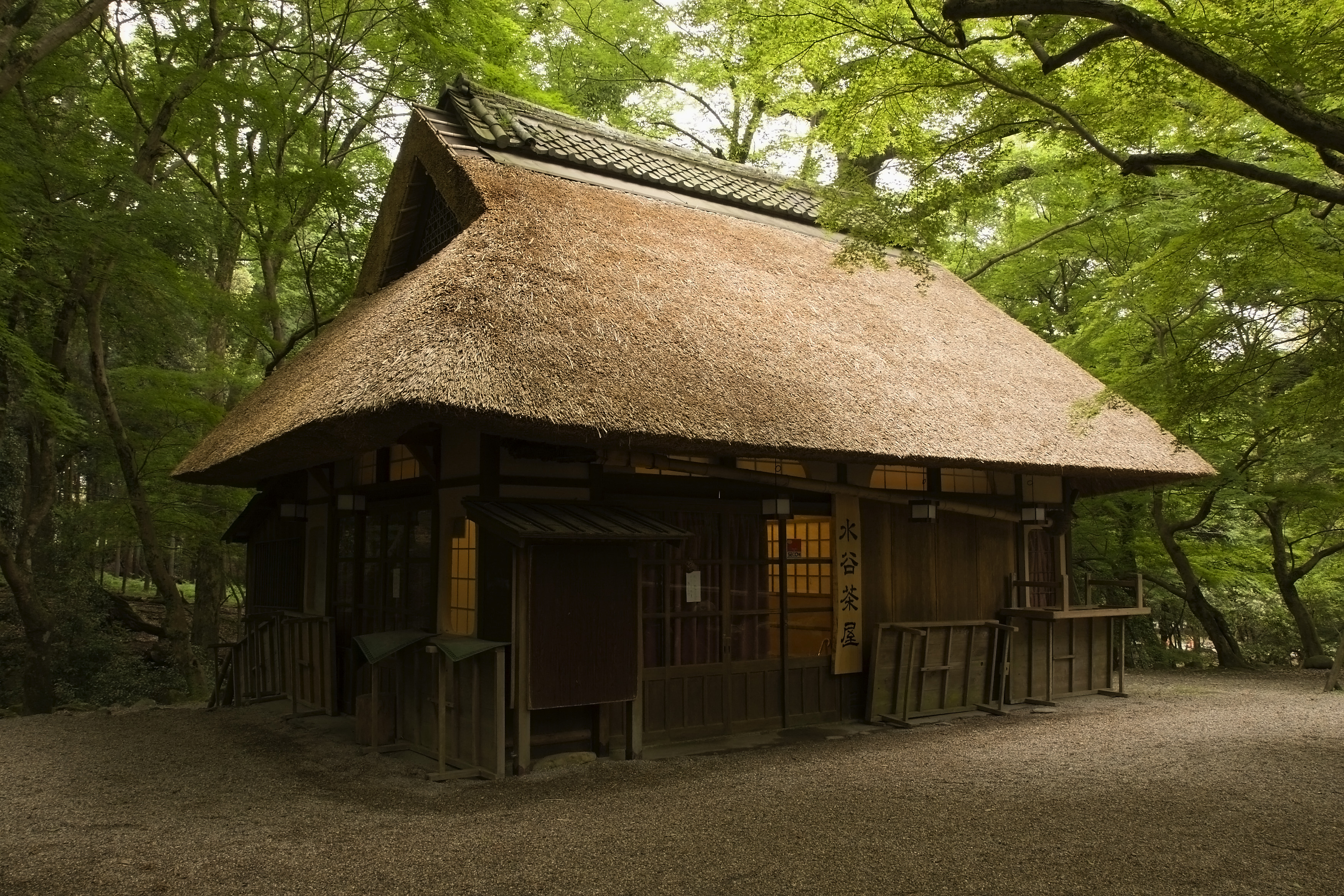
All'interno del parco c'è una Chaya, o una tradizionale casa da tè giapponese, che offre tè e wagashi.

Il parco di Nara (奈良公園?, Nara Kōen) è un parco pubblico situato nella città di Nara, in Giappone, ai piedi del monte Wakakusa, istituito nel 1880.
Amministrativamente è sotto il controllo della prefettura di Nara. È uno tra i "luoghi di bellezza paesaggistica" indicato dal Ministero dell'istruzione, cultura, sport, scienza e tecnologia (MEXT). Gli oltre 1.200 sika (シカ o 鹿 shika) selvaggi che vagano liberamente intorno al parco sono anch'essi classificati come un "monumento naturale" dal MEXT.

## Area
La dimensione ufficiale del parco è di circa 502 ha, l'area che include i territori del Tōdai-ji, Kōfuku-ji e del santuario Kasuga, che sono racchiusi nel parco di Nara, che quindi raggiunge una dimensione di 660 ha.
I servizi di Jinrikisha (人力車), o risciò, possono essere trovati presso gli ingressi per i siti popolari come il Tōdai-ji o il Kōfuku-ji. Il parco è anche il luogo in cui si trova il Museo nazionale di Nara e il Tōdai-ji.

## Il cervo
Secondo il costume locale, il cervo di quest'area era considerato sacro perché uno dei quattro dei del santuario Kasuga, Takenomikazuchi-no-mikoto, era detto di essere stato invitato da Kashima, e apparso sul Monte Mikasa-yama cavalcando un cervo bianco. Perciò il cervo era considerato divino e sacro dal santuario Kasuga e dal Kōfuku-ji.
L'uccisione di uno di questi sacri cervi era un delitto capitale, punibile con la morte fino al 1637, ultima data in cui questa legge fu in vigore. Dopo la seconda guerra mondiale, il cervo fu ufficialmente spogliato dal suo stato sacro/divino, e fu invece nominato come "tesoro nazionale" e protetto come tale.

## Galleria d'immagini

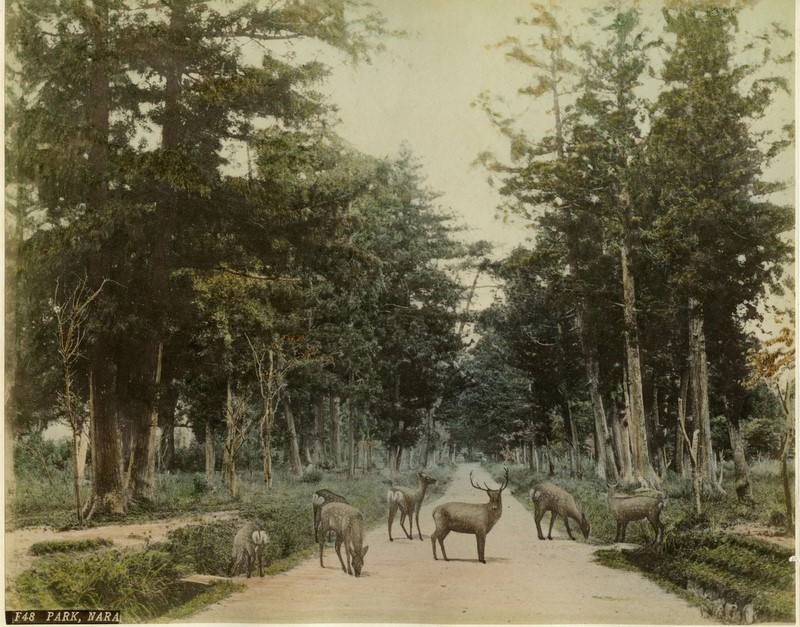
Parco di Nara, fotografia di Adolfo Farsari.
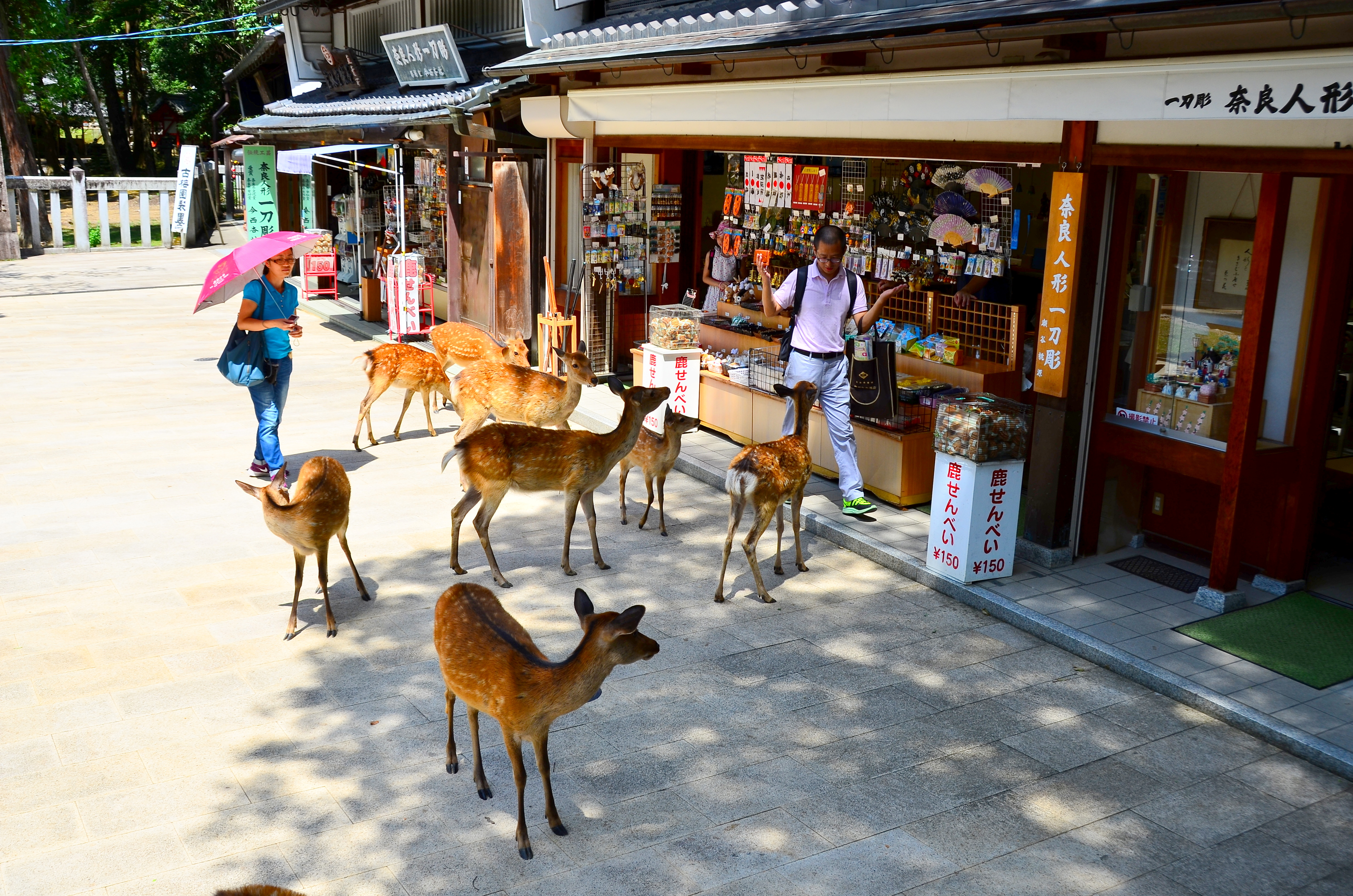
Cervi che si avvicinano ai turisti.
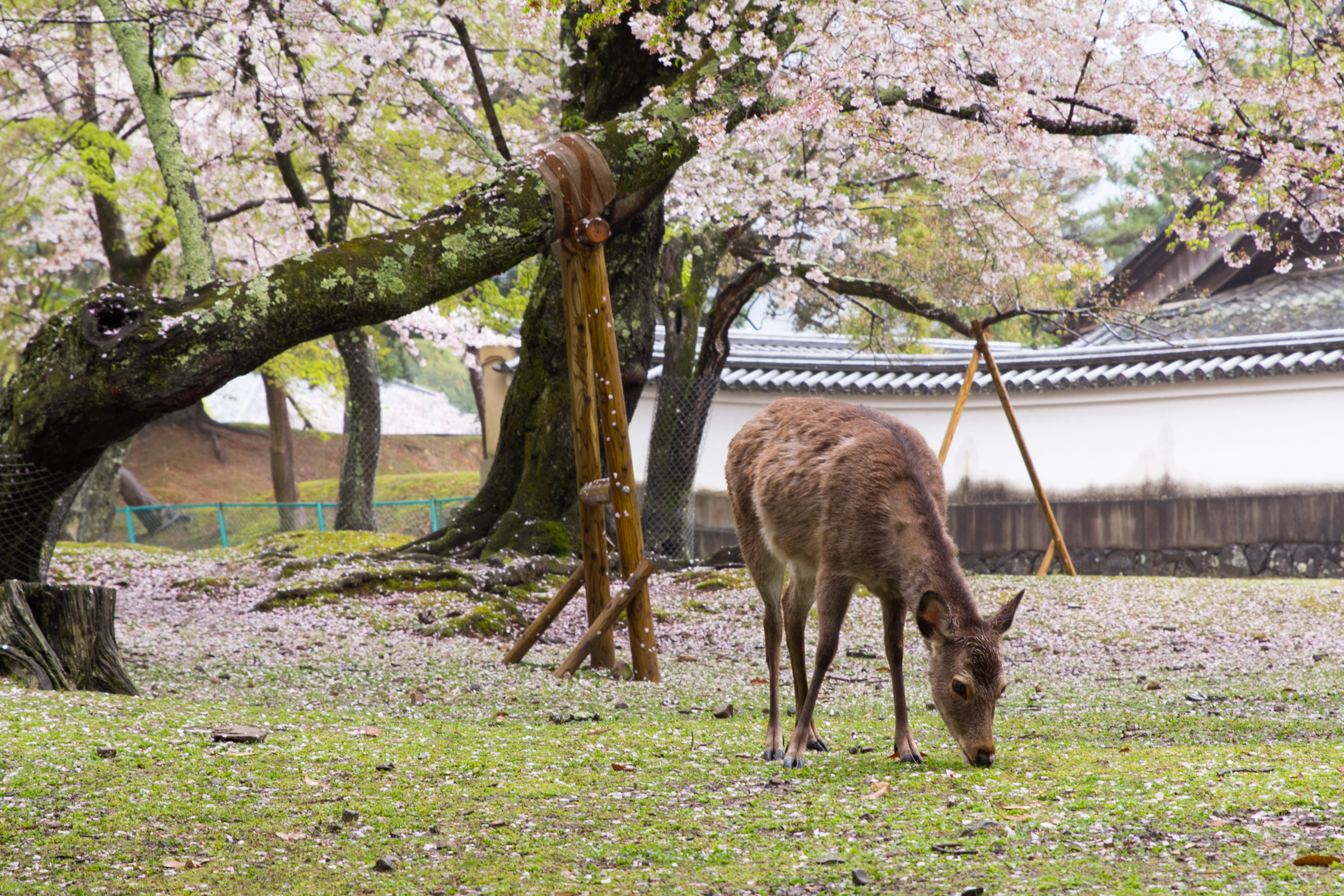
Cervo al pascolo.
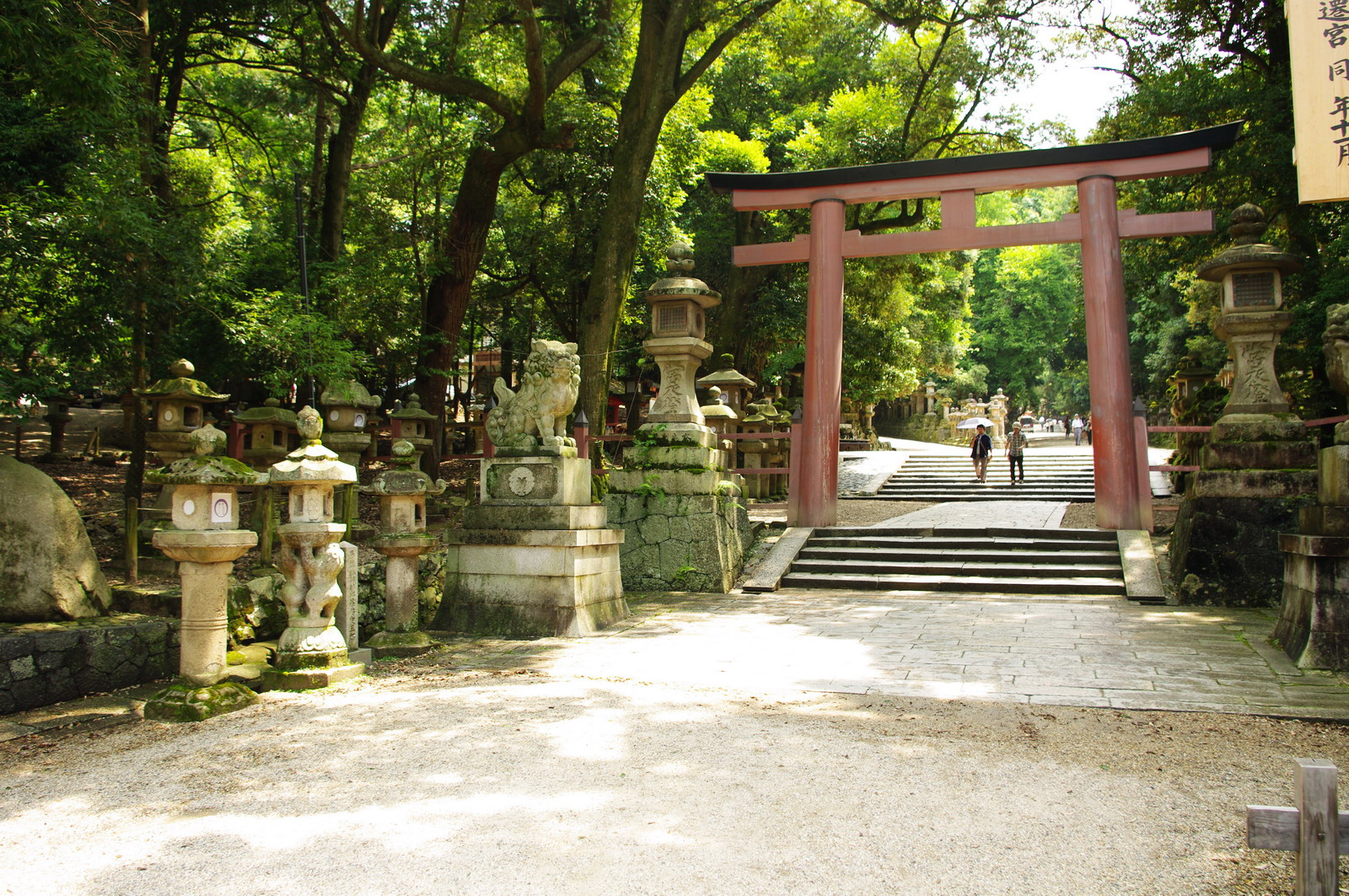
Torii all'interno del parco.